# داني لازار
داني لازار (بالإنجليزية: Danny Lazar)‏ هو لاعب كرة قاعدة أمريكي، ولد في 14 نوفمبر 1943 في إيست شيكاغو في الولايات المتحدة.

## وصلات خارجية
- داني لازار على موقعبيزبول رفرنس.كوم (الدوري الرئيسي) (الإنجليزية)
- داني لازار على موقعبيزبول رفرنس.كوم (الدوري الثانوي) (الإنجليزية)